# Kimberly Page
Kimberly Lynn Bacon (Chicago, 1º gennaio 1970) è un'ex manager e valletta di wrestling statunitense nota come Kimberly Page. È stata sposata con il wrestler Diamond Dallas Page.

## Biografia
Kimberly Bacon nacque a Chicago (Illinois), ma crebbe a Fort Myers (Florida). Nel 1990 si laureò in pubbliche relazioni e giornalismo alla Auburn University, e poco tempo prima (dicembre 1989) conobbe Page Falkinburg (Diamond Dallas Page) nel locale notturno da lui gestito, e divenne la sua ragazza.  All'epoca Falkinburg era un manager della World Championship Wrestling, e convinse Kimberly a seguirlo nel mondo del wrestling business.
È apparsa sulla copertina delle riviste Physical (gennaio 2003) e Iron Man (novembre 2003). Dal 1994 al 1999, posò senza veli per la rivista Playboy.

## Carriera

### Wrestling
La sua prima apparizione televisiva in WCW si ebbe nell'aprile 1991, nelle vesti di una delle "Diamond Dolls" di Page. I due si sposarono il 1º dicembre 1991, e la ragazza non fece più nessuna apparizione in WCW fino al 1994, quando divenne la manager/valletta ufficiale di Page. Prima di allora, svolse l'attività di istruttrice di aerobica.
La Page venne inserita in un feud tra Diamond Dallas e Dave Sullivan, che si diceva indignato di come l'uomo trattasse la ragazza. Anche se Page si aggiudicò la rivalità, finì per perdere Kimberly in un match contro Johnny B. Badd al ppv WCW World War 3 del 1995. Badd liberò la ragazza dalle grinfie possessive di Page e le chiese di diventare la sua valletta. La ragazza accettò l'offerta ed iniziò a farsi chiamare semplicemente "Kimberly". Quando Mero lasciò la WCW per passare alla World Wrestling Federation, Kimberly divenne "The Booty Babe" per The Booty Man, che aveva recentemente abbandonato l'identità di "Zodiac" ed era uscito dal Dungeon of Doom. La gimmick durò fino alla fine del 1996.
Kimberly non apparve più in WCW fino al marzo 1997, quando riapparve al ppv Uncensored, affiancando Dallas Page (ora un face dopo aver rifiutato di aderire al New World Order) nel suo feud con "Macho Man" Randy Savage. Miss Elizabeth, mostrò il paginone centrale di Playboy che ritraeva Kimberly nuda (censurato dalla scritta NWO nelle parti intime), e dopo di ciò Kimberly stessa apparve nel backstage imbrattata dalla scritta NWO dipinta con la vernice spray su di lei. Il segmento fu inoltre la prima ammissione pubblica del fatto che Page e Kimberly fossero sposati nella vita reale.
Alla fine del feud Page/Savage, Kimberly formò le Nitro Girls. Il gruppo danzava durante le pause di WCW Monday Nitro per intrattenere il pubblico. Le Nitro Girls ebbero anche il proprio sito internet ufficiale, ed apparvero in abiti succinti sulla rivista Penthouse (settembre 1998). Nel febbraio 1999, Kimberly venne coinvolta in una storyline nella quale era l'oggetto delle attenzioni morbose ossessive di Scott Steiner. L'angle culminò nell'aggressione da parte di Page ai danni di Steiner nel parcheggio dell'arena durante la puntata dell'8 febbraio di WCW Monday Nitro, mentre Steiner stava seguendo la ragazza; Steiner allora rubò la macchina con a bordo Kimberly, e cercò di investire Page nel garage. Gettò infine Kimberly (in realtà una controfigura) dall'auto, che venne portata via in ambulanza.
Verso la fine dell'angle, Kimberly uscì dalle Nitro Girls e riprese ad accompagnare Page a bordo ring come sua valletta. Successivamente, prese parte ad un match con David Flair a Mayhem (21 novembre 1999). Nel 2000, effettuò un turn heel tradendo Page per unirsi a Vince Russo ed Eric Bischoff nella stable New Blood. Nella storyline, fu rivelato che aveva una relazione sentimentale con Bischoff. Ebbe poi dei brevi feud con Miss Elizabeth e Miss Hancock, prima di lasciare la federazione a fine anno.
Nella vita reale, Kimberly e Diamond Dallas Page si separarono consensualmente nel luglio 2004, per poi divorziare nel 2005.

### Attrice
Mentre viveva ad Atlanta, la Page iniziò a recitare regolarmente all'Alliance Theatre; si trasferì poi a Los Angeles per proseguire la sua carriera d'attrice. Il suo primo ruolo al cinema fu una scena eliminata nel film Rat Race del 2001, successivamente inclusa negli extra della versione DVD, mentre la sua prima parte vera e propria fu nel film del 2004 The Scam Artist, nel quale recita insieme a Michael Patrick Larson. Inoltre, interpretò Catwoman nel cortometraggio amatoriale Grayson e nel 2005 apparve in una puntata di CSI: Miami nella parte di una vittima nell'episodio Under Suspicion. Infine, nel 2005 partecipò al film 40 anni vergine, interpretò Carol, la donna al quale scappa fuori il seno dalla maglietta mentre sta parlando.
Attualmente risiede a Park City, Utah, svolgendo attività di marketing ed interior design.

## Nel wrestling
Wrestler di cui è stata manager/valletta
- Diamond Dallas Page
- Johnny B. Badd
- The Booty Man
- Mike Awesome

## Titoli e riconoscimenti
- World Championship Wrestling
  - WCW Nitro Girls - Fondatrice